# Emma Westin
Emma Westin (Borås, 27 juli 1991) is een Zweedse golfprofessional. Ze debuteerde in 2012 op de Ladies European Tour.

## Loopbaan
Westin begon te golfen op 7-jarige leeftijd en verbleef later op de Scandinavian School of Golf. In 2012 werd ze golfprofessional en maakte haar debuut op de Ladies European Tour Access Series (LETAS). In 2012 en 2013 behaalde ze geen overwinningen op de golftour.
In het seizoen 2014 behaalde ze haar eerste profzege op de LETAS door het Sölvesborg Ladies Open te winnen. Later won ze ook het HLR Golf Academy Open en de Mineks & Regnum Ladies Classic. Op het einde van het seizoen stond ze op de eerste plaats van de Order of Merit en kreeg hiervoor een speelkaart voor de Ladies European Tour in 2015.

## Prestaties

### Professional
Ladies European Tour Access Series
| Nr. | Datum            | Toernooi                                        | Score        | Score | Info  |
| --- | ---------------- | ----------------------------------------------- | ------------ | ----- | ----- |
| 1   | 23 mei 2014      | Sölvesborg Ladies Open hosted by Fanny Sunesson | 74-70-70=204 | –2    | [ 2 ] |
| 2   | 31 augustus 2014 | HLR Golf Academy Open                           | 65-68-69=202 | –11   | [ 3 ] |
| 3   | 7 september 2014 | Mineks & Regnum Ladies Classic                  | 73-71-71=215 | –4    | [ 4 ] |